# Gruppenoperation
In der Mathematik gehört zu einer Gruppenoperation, -aktion oder -wirkung eine Gruppe {\displaystyle (G,*)} als „aktiver“ Teil und eine Menge {\displaystyle X} als „passiver“ Teil. Die Operation, Aktion oder Wirkung eines Elements {\displaystyle g\in G} auf der Menge {\displaystyle X} ist eine Transformation (bijektive Selbstabbildung) dieser Menge. Dabei operieren die Elemente {\displaystyle g,h\in G} auf den Elementen der Menge {\displaystyle X} in der Weise, dass die Aktion des Produkts {\displaystyle g*h} der Hintereinanderausführung der Einzelaktionen entspricht.
Die operierende Gruppe {\displaystyle G} wird Transformationsgruppe genannt. Die Menge {\displaystyle X} zusammen mit der Operation von {\displaystyle G} auf {\displaystyle X} heißt {\displaystyle G}-Menge.
Ist bei der Menge {\displaystyle X} zusätzliche Struktur von Bedeutung, sei es algebraische, geometrische, topologische, wird eine Gruppenoperation nur dann als zulässig erachtet, wenn sie diese Struktur bewahrt.
Die Gruppenoperation ermöglicht es in Algebra, in Geometrie und vielen anderen Bereichen der Mathematik, die Symmetrien von Objekten mit Hilfe von Symmetriegruppen zu beschreiben. Hier steht die Untersuchung der Menge, auf der die Operation wirkt, im Vordergrund.
Andererseits kann die Operation einer vorgegebenen Gruppe auf geeignet gewählten Mengen in der Gruppentheorie wichtige Informationen über die Struktur der operierenden Gruppe liefern. In diesem Fall steht die Untersuchung der operierenden Gruppe im Vordergrund.

## Einführendes Beispiel: Würfelgruppe und Raumdiagonalen
{\displaystyle ABCDEFGH} seien die Ecken eines Würfels in der üblichen Bezeichnung, d. h., {\displaystyle ABCD} und {\displaystyle EFGH} sind gegenüberliegende Flächen (siehe erstes Bild). Die Drehung des Würfels um die Achse, die die Mittelpunkte dieser beiden Flächen verbindet (zweites Bild), induziert die folgende Vertauschung der Ecken:
{\displaystyle A\;\,\mapsto \;\,B\;\,\mapsto \;\,C\;\,\mapsto \;\,D\;\,\mapsto \;\,A}   und gleichzeitig
{\displaystyle E\;\,\mapsto \;\,F\;\,\mapsto \;\,G\;\,\mapsto \;\,H\;\,\mapsto \;\,E.}
Durch die Drehung werden auch (gleichzeitig) die vier Raumdiagonalen vertauscht, nämlich
{\displaystyle AG\mapsto BH\mapsto CE\mapsto DF\mapsto AG.}
Eine weitere Symmetrieabbildung, die Spiegelung an der Ebene {\displaystyle ABGH} (viertes Bild), lässt die zwei Raumdiagonalen {\displaystyle AG} und {\displaystyle BH} fest und vertauscht die anderen zwei:
{\displaystyle CE\mapsto DF}   und   {\displaystyle DF\mapsto CE.}
Es gibt aber auch Symmetrieabbildungen des Würfels, die die Raumdiagonalen nicht untereinander vertauschen, nämlich die Punktspiegelung am Mittelpunkt (drittes Bild): Sie entspricht
{\displaystyle A\mapsto G\mapsto A}   und gleichzeitig
{\displaystyle B\mapsto H\mapsto B}   und gleichzeitig
{\displaystyle C\mapsto E\mapsto C}   und gleichzeitig
{\displaystyle D\mapsto F\mapsto D.}
Dabei wird jede einzelne Raumdiagonale, wenn auch gespiegelt, so doch auf sich selbst abgebildet.
Man sagt: Die Gruppe der Symmetrieabbildungen des Würfels (genannt die „Würfelgruppe“) operiert auf der Menge der Ecken, auf der Menge der Kanten, auf der Menge der Raumdiagonalen etc. Um diese Gruppe zu erfassen, werde im Folgenden der Fokus auf die Permutationen der Raumdiagonalen gerichtet.
Es gibt nun zu jedem Paar von Raumdiagonalen eine Ebenenspiegelung (in der Abbildung zum Paar {\displaystyle CE} und {\displaystyle DF}), die diese beiden vertauscht und alle anderen Raumdiagonalen fest lässt, nämlich die Spiegelung an derjenigen Ebene, die die festbleibenden Raumdiagonalen enthält. Eine solche paarige Vertauschung heißt Transposition, und diese Transpositionen erzeugen die ganze symmetrische Gruppe der Permutationen der (vier) Raumdiagonalen. Da es {\displaystyle 4!=24} dieser Permutationen gibt und genau zwei Symmetrieabbildungen, die alle Raumdiagonalen festlassen (nämlich die Identität und die oben genannte Punktspiegelung), kann man schließen, dass es insgesamt
{\displaystyle 24\cdot 2=48}
Symmetrieabbildungen des Würfels gibt, ohne jede von ihnen einzeln zu kennen. (Für eine genauere Analyse der Gruppenstruktur siehe Oktaedergruppe.)

## Definition

### (Links-)Aktion
Eine (Links-)Operation, (Links-)Aktion oder (Links-)Wirkung einer Gruppe {\displaystyle (G,*)} auf einer Menge {\displaystyle X} ist eine äußere zweistellige Verknüpfung
{\displaystyle \triangleright \colon G\times X\to X;\qquad (g,x)\mapsto g\triangleright x,}
mit folgenden Eigenschaften:
1. {\displaystyle e\triangleright x=x} für alle {\displaystyle x\in X}, wobei {\displaystyle e} das neutrale Element von {\displaystyle G} ist     („Identität“),
2. {\displaystyle (g*h)\triangleright x=g\triangleright (h\triangleright x)} für alle {\displaystyle g,h\in G,x\in X}     („Verträglichkeit“).

Man sagt dann, {\displaystyle G} operiert (von links) auf {\displaystyle X}, und nennt {\displaystyle X} zusammen mit dieser Gruppenoperation eine (linke) {\displaystyle G}-Menge.
Aus den beiden Forderungen folgt, dass für jedes {\displaystyle g\in G} die Transformation {\displaystyle \vartheta _{g\,\triangleright }\colon X\to X;\quad x\mapsto g\triangleright x,} eine bijektive Abbildung ist (die Umkehrabbildung {\displaystyle \vartheta _{g\,\triangleright }^{-1}} ist {\displaystyle \vartheta _{g^{-1}\triangleright }\colon X\to X;\quad x\mapsto g^{-1}\triangleright x}). Deswegen ist die Aktion eines Gruppenelements {\displaystyle g} nicht nur eine Selbstabbildung, sondern eine Permutation von {\displaystyle X}. Des Weiteren folgt erneut aus den Operationseigenschaften, dass eine Gruppenoperation von {\displaystyle G} auf {\displaystyle X} mit einem Gruppenhomomorphismus {\displaystyle \Theta _{\triangleright }} von {\displaystyle (G,*)} in die symmetrische Gruppe {\displaystyle (\operatorname {Sym} (X),\circ )} gleichgesetzt werden kann:
{\displaystyle {\begin{matrix}\Theta _{\triangleright }\colon &(G,*)&\longrightarrow &(\operatorname {Sym} (X),\circ )\\&g&\mapsto &[\vartheta _{g\,\triangleright }:x\mapsto g\triangleright x]\end{matrix}}}

### Rechtsaktion
Analog zur Linksoperation ist eine Rechtsoperation, -aktion oder -wirkung eine äußere zweistellige Verknüpfung
{\displaystyle \triangleleft \colon X\times G\to X;\qquad (x,g)\mapsto x\triangleleft g}
mit
1. {\displaystyle x\triangleleft e=x} für alle {\displaystyle x\in X} und das neutrale Element {\displaystyle e} von {\displaystyle G,}
2. {\displaystyle x\triangleleft (g*h)=(x\triangleleft g)\triangleleft h} für alle {\displaystyle g,h\in G,x\in X.}

Der Unterschied zwischen Links- und Rechtsoperationen liegt in der Art und Weise, wie Verknüpfungen {\displaystyle g*h} auf {\displaystyle X} operieren. Bei einer Linksoperation operiert zuerst {\displaystyle h} und dann {\displaystyle g}, während bei einer Rechtsoperation die Reihenfolge umgekehrt ist.
Aus einer Rechtsoperation lässt sich eine Linksoperation konstruieren, indem man die Operation als Linksoperation der Gegengruppe schreibt, oder auch, indem statt {\displaystyle g} von links {\displaystyle g^{-1}} von rechts operiert. Zu jeder Rechtsoperation {\displaystyle \triangleleft } gibt es eine Linksoperation
{\displaystyle \triangleright \colon G\times X\to X;\qquad (g,x)\mapsto g\triangleright x:=x\triangleleft g^{-1},}
denn
{\displaystyle e\triangleright x=x\triangleleft e^{-1}=x\triangleleft e=x}
und
{\displaystyle {\begin{aligned}(g*h)\triangleright x&=x\triangleleft (g*h)^{-1}=x\triangleleft (h^{-1}*g^{-1})\\&=(x\triangleleft h^{-1})\triangleleft g^{-1}=(h\triangleright x)\triangleleft g^{-1}=g\triangleright (h\triangleright x).\end{aligned}}}
Analog lässt sich eine Links- in eine Rechtsoperation umwandeln. Da sich Links- und Rechtsoperation im Wesentlichen nicht unterscheiden, werden ab hier nur noch Linksoperationen betrachtet.
Bei der Betrachtung der Abbildung {\displaystyle \Theta _{\triangleright }} ist allerdings Vorsicht geboten: Bei einer Linksoperation ist sie ein Gruppenhomomorphismus, weil Funktionssymbole üblicherweise auch von linksseitig notiert werden: „{\displaystyle f(x)}“. Bei {\displaystyle f\circ g} operiert daher zuerst {\displaystyle g} und anschließend {\displaystyle f}. Das entspricht der Reihenfolge bei einer Linksoperation gemäß der Eigenschaft der Verträglichkeit. Operiert die Gruppe aber von rechts, so handelt es sich um einen Antihomomorphismus von Gruppen, es sei denn, man trifft Vorkehrungen, wie oben geschildert, um dies zu verhindern.

## Weitere Begriffe

### Homomorphismen zwischenG-Mengen
Wenn {\displaystyle Y} eine weitere Menge mit einer {\displaystyle G}-Linksoperation {\displaystyle \star } ist und {\displaystyle \varphi \colon X\to Y} eine Abbildung, so dass für alle {\displaystyle g\in G} und für alle {\displaystyle x\in X} gilt:
{\displaystyle \varphi (g\triangleright x)=g\star \varphi (x),}
dann wird {\displaystyle \varphi } als G-äquivariant oder auch als Homomorphismus von {\displaystyle G}-Mengen bezeichnet.

### Bahn
Es sei {\displaystyle \triangleright } die (Links-)Operation einer Gruppe {\displaystyle (G,*)} auf einer Menge {\displaystyle X.} Für jedes {\displaystyle x\in X} nennt man dann
{\displaystyle G\triangleright x:=\{g\triangleright x\mid g\in G\}}
die Bahn, das Transitivitätsgebiet, das Transitivitätssystem oder den Orbit (engl. orbit) von {\displaystyle x.}
Die Bahnen bilden eine Partition von {\displaystyle X.} Die Anzahl der Elemente einer Bahn (bzw. ihre Mächtigkeit) wird auch die Länge der Bahn genannt. Für ein fest gewähltes {\displaystyle x_{0}\in X} nennt man die durch
{\displaystyle g\mapsto g\triangleright x_{0}}
gegebene Abbildung {\displaystyle G\to X} die „Orbitabbildung“.
Die Bahnen sind die Äquivalenzklassen bezüglich der Äquivalenzrelation der Konjugation (unter der Operation der Gruppe {\displaystyle G}, scil.):
Elemente {\displaystyle x,y\in X} heißen (unter der Gruppenoperation) konjugiert, (in Zeichen: „{\displaystyle x\sim y}“) genau dann, falls es ein {\displaystyle g\in G} gibt, für das {\displaystyle g\triangleright x=y} gilt.
Offenbar sind zwei Elemente einer Bahn stets konjugiert.
Die Menge {\displaystyle G\backslash X:=\{G\triangleright x\mid x\in X\}} der Äquivalenzklassen wird Bahnenraum oder Orbitraum genannt und besteht demnach aus den Konjugationsklassen (unter der Gruppenoperation).
Für eine Rechtsoperation {\displaystyle \triangleleft } definiert man analog
{\displaystyle x\triangleleft G:=\{x\triangleleft g\mid g\in G\}}
und
{\displaystyle X/G:=\{x\triangleleft G\mid x\in X\}.}

### Fundamentalbereich
Seien {\displaystyle X} eine Menge und {\displaystyle G} eine Transformationsgruppe von {\displaystyle X}. Für einen Punkt {\displaystyle x\in X} bezeichne {\displaystyle G\triangleright x} die Bahn von {\displaystyle x}. Dann heißt die Menge {\displaystyle F\subset X} ein Fundamentalbereich von {\displaystyle X}, wenn der Schnitt {\displaystyle G\triangleright x\cap F} für jedes {\displaystyle x\in X} eine einelementige Menge ist.
Mit anderen Worten enthält ein Fundamentalbereich genau einen Punkt aus jeder Bahn und ist damit dasselbe wie ein Repräsentantensystem der durch die Operation auf der Menge induzierten Äquivalenzrelation.
Beispiel
Das Quadrat {\displaystyle [0,1)\times [0,1)} ist ein Fundamentalbereich von {\displaystyle \mathbb {R} ^{2}} bezüglich der Transformationsgruppe {\displaystyle \mathbb {Z} ^{2}}. Jeder Punkt {\displaystyle (x,y)\in \mathbb {R} ^{2}} lässt sich schreiben als {\displaystyle (u+m,v+n)} mit {\displaystyle (m,n):=(\lfloor x\rfloor ,\lfloor y\rfloor )\in \mathbb {Z} ^{2}} und {\displaystyle (u,v):=(x-m,y-n)\in [0,1)\times [0,1)}.

### Transitive und scharf transitive Operationen
Man bezeichnet die Gruppenoperation {\displaystyle \triangleright } von {\displaystyle G} auf {\displaystyle X} als (einfach) transitiv oder sagt „die Gruppe {\displaystyle G} operiert (einfach) transitiv auf {\displaystyle X}“, wenn es zu je zwei Elementen {\displaystyle x,y\in X} ein {\displaystyle g\in G} gibt, so dass {\displaystyle g\triangleright x=y} gilt. Es genügt sogar, dies nur für ein fest gewähltes {\displaystyle x'\in X} zu fordern, das heißt: Ist {\displaystyle x\in X}, so operiert {\displaystyle G} (einfach) transitiv, wenn es zu jedem {\displaystyle y\in X} ein {\displaystyle g\in G} gibt mit {\displaystyle g\triangleright x=y}. („Jedes Element von {\displaystyle X} ist zu einem fest gewählten konjugiert.“)
Transitive Gruppenoperationen verfügen demnach nur über eine einzige Bahn, die ganz {\displaystyle X} umfasst, mit anderen Worten: Je zwei beliebige Elemente aus {\displaystyle X} sind zueinander konjugiert.
Ist das Gruppenelement {\displaystyle g} mit {\displaystyle g\triangleright x=y} darüber hinaus durch zwei beliebige Elemente {\displaystyle x,y\in X} eindeutig bestimmt, so nennt man die Gruppenoperation scharf (einfach) transitiv.
Gibt es sogar zu jedem Paar {\displaystyle (x_{1},x_{2})\in X^{2}} mit {\displaystyle x_{1}\neq x_{2}} und jedem Paar {\displaystyle (y_{1},y_{2})\in X^{2}} mit {\displaystyle y_{1}\neq y_{2}} ein Gruppenelement {\displaystyle g\in G}, für das {\displaystyle g\triangleright x_{1}=y_{1}} und {\displaystyle g\triangleright x_{2}=y_{2}} ist, dann nennt man die Gruppenoperation zweifach transitiv und scharf zweifach transitiv, wenn es stets genau ein Gruppenelement mit der genannten Eigenschaft gibt.
Allgemein induziert eine Operation {\displaystyle \triangleright } der Gruppe {\displaystyle G} auf {\displaystyle X} für {\displaystyle k\in \mathbb {N} \setminus \{0\}} eine Operation
{\displaystyle \triangleright _{k}\colon G\times X^{k}\to X^{k}} durch {\displaystyle g\triangleright _{k}(x_{1},x_{2},\dotsc ,x_{k})=(g\triangleright x_{1},g\triangleright x_{2},\dotsc ,g\triangleright x_{k}).}
Da hierbei stets {\displaystyle x_{i}=x_{j}\Leftrightarrow g\triangleright x_{i}=g\triangleright x_{j}} gilt, lässt sich diese Operation auf jene Teilmenge {\displaystyle (X^{k})'\subseteq X^{k}} beschränken, die nur diejenigen Tupel {\displaystyle (x_{i})_{1\leq i\leq k}} mit paarweise verschiedenen Einträgen {\displaystyle x_{i}} enthält.
Ist {\displaystyle \triangleright _{k}\colon (X^{k})'\to (X^{k})'} (scharf) einfach transitiv, dann heißt die Gruppenoperation {\displaystyle \triangleright } (scharf) {\displaystyle k}-fach transitiv. Mit anderen Worten: Die Gruppe {\displaystyle G} operiert via {\displaystyle \triangleright } genau dann
- {\displaystyle k}-fach transitiv auf {\displaystyle X}, wenn {\displaystyle \triangleright _{k}} transitiv operiert,
- scharf {\displaystyle k}-fach transitiv auf {\displaystyle X}, wenn {\displaystyle \triangleright _{k}} auf {\displaystyle (X^{k})'} scharf einfach transitiv operiert, das heißt, wenn es für {\displaystyle t_{1},t_{2}\in (X^{k})'} (also für „{\displaystyle k}-Tupel ohne Doppelnennung“) stets genau ein Gruppenelement {\displaystyle g\in G} mit {\displaystyle g\triangleright _{k}t_{1}=t_{2}} gibt.

Wichtige Anwendungen haben solche (scharf) transitiven Operationen in der Geometrie, siehe zum Beispiel Affinität (Mathematik), Moufangebene, Affine Translationsebene.
Bei der Anwendung auf Graphen begegnet man, wenn keine Missverständnisse zu befürchten sind, den kurzen Formulierungen „der Graph ist kantentransitiv“ oder „die Gruppe ist kantentransitiv“ (engl. edge-transitive) anstelle der ausführlichen Formulierung „die Symmetriegruppe des Graphen operiert transitiv auf den Kanten“.
Beispiele
- Die (Kleinsche) Vierergruppe {\displaystyle V_{1}:=\{e,(12)(34),(13)(24),(14)(23)\}} operiert (scharf einfach) transitiv auf der Menge {\displaystyle M:=\{1,2,3,4\}}, da die Ziffer 1 in jede andere übergeführt werden kann. Das gilt nicht für die Vierergruppe {\displaystyle V_{2}:=\{e,(12),(34),(12)(34)\}}, die isomorph zu {\displaystyle V_{1}} ist – und zur Diedergruppe der Ordnung vier.
- Die Galoisgruppe eines über einem Körper {\displaystyle K} irreduziblen Polynoms (etwa eines Polynoms mit rationalen Koeffizienten ({\displaystyle K=\mathbb {Q} })) operiert transitiv auf der Menge der Nullstellen des Polynoms.[2][3] Dieses Beispiel ist Gegenstand des Abschnittes „Automorphismengruppe eines Körpers und einer Galois-Erweiterung“.

### Intransitive Permutationsgruppe
Hat die Gruppenoperation mehr als eine Bahn, nennt man sie intransitiv. Diejenigen Permutationen einer intransitiven Permutationsgruppe, die nur die Ziffern einer Bahn vertauschen, die übrigen Ziffern ungeändert lassen, bilden eine Untergruppe, die transitiv wird, wenn man die ungeänderten Ziffern weglässt.

### Homogene Operationen
Eine Verallgemeinerung der {\displaystyle k}-fach transitiven Operation ist die {\displaystyle k}-fach homogene Operation. Eine Gruppe {\displaystyle G} operiert {\displaystyle k}-fach homogen auf der Menge {\displaystyle X} mit {\displaystyle k\in \mathbb {N} \setminus \{0\},} wenn es für zwei beliebige Teilmengen {\displaystyle U,V\subseteq X} mit je genau {\displaystyle k} Elementen stets mindestens ein Gruppenelement {\displaystyle g\in G} gibt, das {\displaystyle U} auf {\displaystyle V} abbildet, also mit {\displaystyle g\triangleright U=V.} Jede {\displaystyle k}-fach transitive Operation ist auch {\displaystyle k}-fach homogen. Von der homogenen Operation wird im Unterschied zur transitiven Operation nicht verlangt, dass die {\displaystyle k} vorgegebenen Urbildelemente in einer bestimmten Reihenfolge auf die vorgegebenen Bildelemente abgebildet werden.

### Stabilisator
Für ein {\displaystyle x\in X} nennt man
{\displaystyle G_{x}=\{g\in G\mid g\triangleright x=x\}}
den Stabilisator, die Isotropiegruppe, die Fixgruppe oder die Standuntergruppe von {\displaystyle x.\;(G_{x},*)} ist eine Untergruppe von {\displaystyle (G,*)}, die auf {\displaystyle G} operiert. Durch die Operation {\displaystyle \triangleright } ist dann eine kanonische Bijektion zwischen der Menge der Linksnebenklassen nach dem Stabilisator des Elements {\displaystyle x} und dessen Bahn gegeben (siehe unten „Bahnensatz“):
{\displaystyle G/G_{x}\;{\stackrel {\cong }{\to }}\;G\triangleright x,\quad g*G_{x}\mapsto g\triangleright x.}
Gehören {\displaystyle x} und {\displaystyle y} derselben Bahn an ({\displaystyle x\sim y}) so sind die zugehörigen Fixgruppen {\displaystyle G_{x},G_{y}} im Sinne der Gruppentheorie zueinander konjugierte Untergruppen, das heißt, mit einem geeigneten {\displaystyle g\in G} gilt: {\displaystyle G_{x}=g^{-1}*G_{y}*g}. Dazu wähle nämlich {\displaystyle g} mit {\displaystyle y=g\triangleright x} gemäß Voraussetzung. Kurz: Fixgruppen konjugierter Elemente sind konjugierte Untergruppen.
{\displaystyle G_{x}} operiert (durch Einschränkung von {\displaystyle \triangleright }) auf {\displaystyle X\setminus \{x\}.} Ist diese Operation {\displaystyle k}-fach transitiv und {\displaystyle G_{x}\neq G,} so ist die Operation von {\displaystyle G} auf {\displaystyle X} sogar {\displaystyle (k+1)}-fach transitiv.
Ist {\displaystyle Y\subseteq X} eine Teilmenge und {\displaystyle H\subseteq G} eine Untergruppe, und gilt
{\displaystyle H\triangleright Y\subseteq Y} mit {\displaystyle H\triangleright Y:=\{h\triangleright y\mid h\in H,y\in Y\},}
so sagt man, dass {\displaystyle Y} stabil unter {\displaystyle H} ist oder dass {\displaystyle Y} von {\displaystyle H} stabilisiert wird. Es gilt dann stets sogar {\displaystyle H\triangleright Y=Y.} Der Stabilisator eines Punktes {\displaystyle x\in X} ist also die maximale Untergruppe von {\displaystyle G,} die {\displaystyle \{x\}} stabilisiert.
Wenn {\displaystyle Y\supset Y'}, so ist die maximale Untergruppe von {\displaystyle G}, die {\displaystyle Y} stabilisiert, eine Teilmenge der maximalen Untergruppe von {\displaystyle G}, die {\displaystyle Y'} stabilisiert.

### Fixpunktmengen
Ein Element {\displaystyle x\in X} heißt Fixpunkt unter der Operation eines {\displaystyle g\in G}, wenn {\displaystyle g\triangleright x=x}. Es heißt Fixpunkt unter der Gruppe(noperation einer Untergruppe) {\displaystyle H\subset G}, wenn es Fixpunkt eines jeden {\displaystyle h\in H} ist.
Für Fixpunktmengen finden sich in der Literatur folgende Schreibweisen:
- die Menge aller Fixpunkte unter {\displaystyle g}:

{\displaystyle X^{g}:=\{x\in X\mid x{\text{ ist Fixpunkt unter }}g\}}
- die Menge aller Fixpunkte unter einer Untergruppe {\displaystyle H\subset G}:

{\displaystyle X^{H}:=\{x\in X\mid h{\text{ ist Fixpunkt unter der Operation von }}H\}}
Erzeugt das Element {\displaystyle h\in G} die Untergruppe {\displaystyle H}, so gilt {\displaystyle X^{h}=X^{H}}.
Selbstverständlich ist {\displaystyle X^{H}} stabil unter {\displaystyle H}, doch ist es im Allgemeinen nicht gleich der maximalen unter {\displaystyle H} stabilen Teilmenge, denn in dieser müssen die Elemente nicht punktweise fix bleiben, sondern dürfen untereinander permutiert werden.
Es gilt {\displaystyle X^{H}\subset X^{H'}}, falls {\displaystyle H\supset H'}, wie leicht zu erkennen.

### Konjugierte Mengen
In Verallgemeinerung des obigen Begriffs der Konjugation nennt man zwei Teilmengen {\displaystyle Y_{1},Y_{2}\subset X} (unter der Gruppenoperation) konjugiert, wenn es ein Element {\displaystyle g\in G} mit der Eigenschaft {\displaystyle g\triangleright Y_{1}=Y_{2}} gibt.
Schränkt man die transitive Operation einer Gruppe {\displaystyle G} auf einen Normalteiler {\displaystyle N} ein, so sind deren Bahnen {\displaystyle N\triangleright x} {\displaystyle (x\in X)} sämtlich zueinander konjugiert unter der Gruppenoperation von {\displaystyle G}, das heißt: Sind {\displaystyle x,y\in X}, so gibt es {\displaystyle g\in G} mit {\displaystyle g\triangleright (N\triangleright x)=N\triangleright y}. Dazu wähle {\displaystyle g\in G} mit {\displaystyle g\triangleright x=y} und beachte {\displaystyle g*N=N*g} gemäß Voraussetzung.

### Primitive Gruppenoperationen und Imprimitivitätsgebiete
Für transitive Gruppenoperationen gibt es zwei triviale Partitionierungen {\displaystyle X=\biguplus _{i\in I}Y_{i}} der Menge {\displaystyle X} in Teilmengen {\displaystyle Y_{i}}, so dass die Gruppenoperation diese Teilmengen permutiert. Dabei sei {\displaystyle I} eine nichtleere Indexmenge, die das neutrale Element {\displaystyle e\in G} enthalte. Das die Teilmengen permutiert werden, bedeutet, dass es zu jedem {\displaystyle g\in G} ein {\displaystyle i\in I} gibt mit {\displaystyle g\triangleright Y_{e}=Y_{i}}. Daher lässt sich als Indexmenge eine Teilmenge {\displaystyle I\subset G} (oder eine gleichmächtige Menge) wählen, die (ohne Einschränkung) {\displaystyle e_{G}} enthalte. Die beiden erwähnten trivialen Partitionierungen sind:
- die Partition in einelementige Teilmengen: {\displaystyle X=\biguplus _{x\in X}\{x\}}  (mit {\displaystyle I=X} und {\displaystyle Y_{x}=\{x\}})[Anm 3] und
- die „Partition“ {\displaystyle X=Y} (mit {\displaystyle I=\{e\}} und {\displaystyle Y_{e}=X}).

Wenn eine transitiv operierende Gruppe nur diese beiden trivialen Partitionierungen besitzt, so heißt ihre Gruppenoperation primitiv, andernfalls imprimitiv.
Operiert sie imprimitiv, so gibt es demnach Teilmengen {\displaystyle Y_{i}\subsetneqq X\;(i\in I\subset G)}, die sämtlich mehr als nur ein Element enthalten und eine Partition von {\displaystyle X} darstellen. Es lässt sich folgern, dass sie zueinander paarweise konjugiert und infolgedessen gleichmächtig sind.
Die Teilmengen {\displaystyle Y_{i}} einer nicht-trivialen Partitionierung heißen Imprimitivitätsgebiete.
Für transitiv operierende Gruppen gilt folgendes Kriterium für eine imprimitive Gruppenoperation: Bezeichnet {\displaystyle G_{x}} die Fixgruppe eines Elementes {\displaystyle x\in X}, so sind äquivalent:
- Es gibt eine echte Zwischengruppe {\displaystyle G_{x}\subsetneqq H\subsetneqq G}.
- G operiert imprimitiv.

Ist die Partition gegeben, so liege dabei (ohne Beschränkung der Allgemeinheit) {\displaystyle x\in Y_{e}}, und es ist offenbar {\displaystyle H} gerade die maximale {\displaystyle Y_{e}} stabilisierende Untergruppe (das heißt: {\displaystyle H=\{h\in G\mid h\triangleright Y_{e}\subset Y_{e}\}}). Damit gilt notwendig {\displaystyle G_{x}\subsetneqq H\subsetneqq G}. Ist umgekehrt {\displaystyle H} gegeben so setze man {\displaystyle Y_{e}=H\triangleright x} und folgere {\displaystyle \{x\}\subsetneqq Y_{e}\subsetneqq X}. Die Partition in Imprimitivitätsgebiete ist gegeben durch
{\displaystyle Y_{g}:=g\triangleright Y_{e}=(g*H)\triangleright x}, wobei {\displaystyle g*H} die Linksnebenklassen von {\displaystyle H} durchläuft, {\displaystyle g} selbst also nur ein geeignetes Repräsentantensystem {\displaystyle I\subset G} dieser Linksnebenklassen.
Insgesamt also:
{\displaystyle X=\biguplus _{g*H\in G/H}g\triangleright Y_{e}=\biguplus _{g\in I}\underbrace {(g*H)\triangleright x} _{=Y_{g}}}.

### Freie und treue Operationen
Die Operation heißt frei, falls jedes Element der Menge nur vom neutralen Element der Gruppe fixiert wird. Das bedeutet, dass sämtliche Stabilisatoren trivial sind, d. h. {\displaystyle G_{x}=\{e\}} für alle {\displaystyle x\in X}, oder – angesichts des Bahnensatzes äquivalent – dass jede Bahn die Länge {\displaystyle (G:1)} hat. Die Bahnengleichung für endlicher Menge {\displaystyle X} lautet dann vereinfacht:
{\displaystyle \#X=\sum _{x\in R}(G:1)=\#R\cdot (G:1)}, wobei {\displaystyle R} ein Repräsentantensystem der Äquivalenzklassen von {\displaystyle X} bezeichne.
Die Operation heißt treu bzw. effektiv, falls nur das neutrale Element der Gruppe alle Elemente der Menge fixiert. Das bedeutet, dass der zugehörige Homomorphismus {\displaystyle \Theta _{\triangleright }\colon G\to \operatorname {Sym} (X)} trivialen Kern hat, also injektiv ist. Für treue Operationen kann {\displaystyle G} als Untergruppe von {\displaystyle \operatorname {Sym} (X)} aufgefasst werden. Für treue Operationen mit endlicher Menge {\displaystyle X} sagt man auch: „{\displaystyle G} operiert als Permutationsgruppe auf {\displaystyle X.}“  Alternativ (und etwas detaillierter) sagt man, dass {\displaystyle \Theta _{\triangleright }} „die Transformationsgruppe als Permutationsgruppe darstellt“, nämlich als die Permutationsgruppe {\displaystyle \Theta _{\triangleright }(G)}. Entsprechend heißt {\displaystyle \Theta _{\triangleright }} eine „Permutationsgruppendarstellung“ von {\displaystyle G}.
Allgemein bedeutet nämlich „eine Gruppe als Permutationsgruppe einer Menge {\displaystyle M} darstellen“ eine zu {\displaystyle G} isomorphe Untergruppe von {\displaystyle \operatorname {Sym} (M)} zu bestimmen, also eine Einbettung {\displaystyle G\hookrightarrow \operatorname {Sym} (M)}. Eine solche Einbettung ist im Allgemeinen keineswegs eindeutig bestimmt.
Jede freie Gruppenoperation auf einer nichtleeren Menge ist treu.

## Eigenschaften
Die Äquivalenzklassen der oben eingeführten Äquivalenzrelation „{\displaystyle \sim }“ sind genau die Bahnen oder Konjugationsklassen (unter der Gruppenoperation). Daraus folgt die
Bahnengleichung: Die Mächtigkeit von {\displaystyle X} ist gleich der Summe über die Länge aller Bahnen.
Dabei gilt (mit {\displaystyle G_{x}} als der Fixgruppe von {\displaystyle x}) für jede Bahn (das heißt für jede Äquivalenzklasse) der
Bahnensatz: Für jedes {\displaystyle x\in X} ist die (wohldefinierte!) Abbildung {\displaystyle i\colon G/G_{x}\to G\triangleright x;\quad g*G_{x}\mapsto g\triangleright x,} eine Bijektion von der Menge der Linksnebenklassen nach der Fixgruppe von {\displaystyle x} in dessen Konjugationsklasse (Bahn).
Für Rechtsoperationen sind stattdessen die Rechtsnebenklassen zu betrachten.
Wenn {\displaystyle X} endlich ist und {\displaystyle R\subset X} ein Repräsentantensystem der Äquivalenzklassen in {\displaystyle X} bezeichne, dann lässt sich die obige Bahnengleichung folgendermaßen schreiben:
{\displaystyle \#X=\sum _{x\in R}G\triangleright x=\sum _{x\in R}(G:G_{x})}
Aus der Bijektion des Bahnensatzes folgt für eine endliche Gruppe {\displaystyle G} die Bahnformel
{\displaystyle |G\triangleright x|\cdot |G_{x}|=|G|.}
Insbesondere ist die Länge jeder Bahn ein Teiler der Ordnung von {\displaystyle G.}

## Beispiele

### Operation einer Gruppe auf sich selbst

#### Operation durch Multiplikation
Das einfachste Beispiel einer Operation ist die Operation einer Gruppe {\displaystyle (G,*)} auf sich selbst: {\displaystyle *} ist stets eine Operation auf {\displaystyle G}, denn {\displaystyle (g*h)*x=g*(h*x)} und {\displaystyle e*g=g.}
Die Abbildung {\displaystyle \Theta \colon G\to \operatorname {Sym} (G)} ordnet jedem Gruppenelement {\displaystyle g} die Linkstranslation {\displaystyle \vartheta _{g*}} mit diesem zu. Weil die Operation treu ist, ist {\displaystyle {\Theta }} ein injektiver Gruppenhomomorphismus, man erhält hieraus den
Satz von Cayley: Jede endliche Gruppe der Ordnung {\displaystyle n} ist isomorph zu einer Untergruppe der symmetrischen Gruppe {\displaystyle \operatorname {Sym} _{n\!}.}
Mit dieser Untergruppe der symmetrischen Gruppe ist also Darstellung der Gruppe als Permutationsgruppe (als Gruppe von Permutationen auf einer symmetrischen Gruppe) gefunden. Im obigen Falle hat die symmetrische Gruppe den Grad {\displaystyle (G:1)}, denn das ist die Anzahl der vertauschbaren Objekte. Im nächsten Abschnitt wird gezeigt werden, dass sich diese Anzahl unter günstigen Umständen verringern lässt.
Analoges gilt auch für die Rechtstranslation {\displaystyle \vartheta _{*g}.}
Betrachtet man eine Untergruppe {\displaystyle H} von {\displaystyle G,} dann operiert auch {\displaystyle H} auf {\displaystyle G.} Die Bahn {\displaystyle H*g} eines Elements {\displaystyle g\in G} heißt dann auch Rechtsnebenklasse und {\displaystyle g*H} Linksnebenklasse von {\displaystyle g.} Man beachte, dass im Allgemeinen nicht {\displaystyle g*H=H*g} sein muss. Die Mächtigkeit der Menge aller Rechtsnebenklassen bezeichnet man mit
{\displaystyle G:H:=|H\backslash G|.}
Da in einer Gruppe jede Rechtstranslation eine Bijektion ist, gilt {\displaystyle |H*g|=|H|} für jedes {\displaystyle g\in G.} Daraus folgt mit der Bahnengleichung der
Satz von Euler-Lagrange: Für jede Untergruppe {\displaystyle H} einer endlichen Gruppe {\displaystyle G} gilt:
{\displaystyle |G|=(G:H)\cdot |H|.}
Insbesondere ist die Ordnung von {\displaystyle H} ein Teiler der Ordnung von {\displaystyle G.}
Man kann zeigen, dass es genauso viele Linksnebenklassen wie Rechtsnebenklassen gibt, dass also
{\displaystyle G:H=|H\backslash G|=|G/H|.}
Eine Untergruppe {\displaystyle H} von {\displaystyle G} heißt Normalteiler, wenn {\displaystyle g*H=H*g} für alle {\displaystyle g\in G} gilt. Ist {\displaystyle H} ein Normalteiler von {\displaystyle G,} dann wird durch
{\displaystyle (g_{1}*H)\circledast (g_{2}*H):=(g_{1}*g_{2})*H}
eine Verknüpfung auf {\displaystyle G/H} definiert, mit der {\displaystyle (G/H,\circledast )} eine Gruppe ist, man nennt sie die Faktorgruppe von {\displaystyle (G,*)} modulo {\displaystyle H.}

#### Operation auf den Nebenklassen durch Multiplikation
Es sei {\displaystyle H} eine Untergruppe von {\displaystyle G} und {\displaystyle G/H} bezeichne die Menge der Linksnebenklassen {\displaystyle g*H\;(g\in G)}. Dann operiert {\displaystyle G} in naheliegender Weise auf {\displaystyle G/H} durch {\displaystyle \gamma \triangleright (g*H):=(\gamma *g)*H}. Diese Operation ist transitiv. Sie liefert also (gemäß obiger Feststellung, dass jede Gruppenoperation als Operation einer Permutationsgruppe auffassen lässt) einen Gruppenhomomorphismus {\displaystyle \Theta _{H}\colon G\to \operatorname {Sym} (G/H),\;\gamma \mapsto [g*H\mapsto (\gamma *g)*H)]}. Für den Kern des Homomorphismus gilt:
{\displaystyle \ker \Theta _{H}=\{\gamma \in G\mid \forall g\in G:\gamma *g\in g*H\}=\bigcap _{g\in G}g*H*g^{-1}}.
Im Falle von {\displaystyle \ker \Theta _{H}=\{e_{G}\}} liefert die Operation auf den Linksnebenklassen von {\displaystyle H} bereits eine Darstellung von {\displaystyle G} als Permutationsgruppe, nämlich als {\displaystyle \Theta _{H}(G)}.
Im Trivialfall {\displaystyle H=\{e_{G}\}}, der oben im Abschnitt „Operation durch Multiplikation“ betrachtet wurde, besitzt {\displaystyle \Theta _{e}=\Theta _{\triangleright }} trivialen Kern: Die treue Operation liefert eine Darstellung von {\displaystyle G} als Permutationsgruppe vom Grad {\displaystyle (G:1)}, wie oben im Satz von Cayley erkannt wurde.
Doch eine „größere“ Untergruppe {\displaystyle H} könnte günstigenfalls (nämlich bei {\displaystyle \Theta _{H}=\{e\}}) den Grad der Permutationsgruppe {\displaystyle \Theta _{H}(G)} – das ist die Anzahl der zu permutierenden Objekte – von {\displaystyle (G:1)} auf {\displaystyle (G:H)} reduzieren und trotzdem noch eine Darstellung der Gruppe {\displaystyle G} als Permutationsgruppe liefern.
Tatsächlich empfiehlt sich hierfür die Fixgruppe {\displaystyle H=G_{x}} eines Elements {\displaystyle x\in G}: Der Transitivität wegen sind alle Gruppenelemente zueinander konjugiert, mithin sind ihre Fixgruppen die zu {\displaystyle H} konjugierten Untergruppen; der Treue wegen ist der Durchschnitt all dieser Fixgruppen trivial, so dass {\displaystyle \Theta _{H}} eine Permutationsgruppendarstellung vom Grade {\displaystyle (G:H)} ist.
Für konjugierte Untergruppen {\displaystyle H} und {\displaystyle H'=h^{-1}*H*h}  (mit einem {\displaystyle h\in G}) erhält man freilich zwei verschiedene Permutationsgruppendarstellungen, da die Mengen der Linksnebenklassen {\displaystyle G/H} und {\displaystyle G/H'} unterschiedlich sein können. Doch dürfen sie in jedem Falle als äquivalent gelten, denn der innere Automorphismus {\displaystyle \iota _{h}\colon g\mapsto h^{-1}*g*h} auf {\displaystyle G} (mit {\displaystyle \iota _{h}(H)=H'}) induziert die folgende Bijektion zwischen den beiden Mengen:
{\displaystyle {\overline {\iota _{h}}}\colon G/H\to G/H',\;g*H\longmapsto h^{-1}*g*H*h=\underbrace {(h^{-1}*g*h)} _{\iota _{h}(g)}*\underbrace {(h^{-1}*H*h)} _{=\iota _{h}(H)=H'}\in G/H'}
Diese Bijektion vermittelt zwischen beiden Permutationsdarstellungen {\displaystyle \Theta _{H}} und {\displaystyle \Theta _{H'}} und zeigt, dass sie äquivalent sind, also im Wesentlichen gleich, bis auf das Aussehen der zu permutierenden Objekte und einen inneren Automorphismus der Gruppe {\displaystyle G} der nicht ins Gewicht fällt.
Für Rechtsnebenklassen bei Rechtsoperation gelten selbstverständlich analoge Überlegungen.

#### Operation durch Konjugation
Eine Gruppe {\displaystyle (G,*)} operiert auf sich selbst durch die inneren Automorphismen
{\displaystyle \varphi _{g}\colon G\to G,\;h\mapsto g*h*g^{-1}}, wobei {\displaystyle g\in G}.
Man erhält den Gruppenhomomorphismus
{\displaystyle \varphi \colon G\to \operatorname {Aut} (G),\quad g\mapsto \varphi _{g}}.
Die Menge aller inneren Automorphismen wird mit {\displaystyle \operatorname {Inn} (G):=\varphi (G)} bezeichnet.
Die zugrunde liegende Gruppenoperation ist also: {\displaystyle g\triangleright h:=\varphi _{g}(h)=g*h*g^{-1}.}
Tatsächlich wurde diese Operation einer Gruppe auf sich selbst in der klassischen Gruppentheorie als die Konjugation (von Gruppenelementen) bezeichnet. Daher spricht man in der Gruppentheorie üblicherweise von den Konjugationsklassen (anstelle von Bahnen) und des Weiteren vom Zentralisator {\displaystyle Z_{G}(x)} anstelle des Stabilisators {\displaystyle G_{x}}. Die Bahnformel lautet
{\displaystyle \#\,(G\triangleright x)=(G:Z_{G}(x))}, falls beide Seiten endlich sind,
und die Bahnengleichung heißt in diesem Kontext üblicherweise Klassengleichung, setzt eine endliche Operatorgruppe voraus und lautet:
{\displaystyle (G:1)=\sum _{x\in R}G\triangleright x=\sum _{x\in R}(G:Z_{G}(x))}, wobei {\displaystyle R\subset G} ein Repräsentantensysteme der Konjugationsklassen bezeichne.
Eine elegante Anwendung der Klassengleichung lieferte Ernst Witt mit seinem kurzen Beweis (1931) des (kleinen) Satzes von Wedderburn (1905): „Endliche Schiefkörper sind kommutativ.“

### Automorphismengruppe eines Körpers und einer Galois-Erweiterung
Die Gruppe der Automorphismen {\displaystyle G_{0}:=\operatorname {Aut} (L)} eines Körpers {\displaystyle L} operiert in offensichtlicher Weise auf {\displaystyle L\;(=X)}, denn damit ist ja der erforderliche Gruppenhomomorphismus {\displaystyle \Theta \colon G_{0}\hookrightarrow \operatorname {Sym} (L)} unmittelbar gegeben. Die Operation ist durch {\displaystyle \sigma \triangleright y=\sigma (y)} geben, wobei {\displaystyle \sigma \in G_{0}} und {\displaystyle y\in L}.
Es sei nun {\displaystyle G\subset G_{0}} eine Untergruppe (bspw. {\displaystyle G=G_{0}}) und {\displaystyle K:=L^{G}:=\{y\in L\mid \forall \sigma \in G:\sigma (y)=y\}} der Fixkörper in {\displaystyle L} unter der Operation von {\displaystyle G}. Dann ist {\displaystyle L/K} eine Galois-Erweiterung mit der Galois-Gruppe {\displaystyle G=\operatorname {Aut} (L/K)}, und diese Erweiterung ist endlich, sobald {\displaystyle [L:K]} oder {\displaystyle (G:1)} endlich sind. In diesem Falle gilt {\displaystyle [L:K]=(G:1)}.
Die Galois-Gruppe {\displaystyle G=\operatorname {Aut} (L/K)} einer Galois-Erweiterung {\displaystyle L/K} operiert, wie oben gezeigt, auf dem Erweiterungskörper {\displaystyle L}. Dabei sind die Elemente, die unter der Operation der Galoios-Gruppe konjugiert sind, genau diejenigen, die man kurz als über {\displaystyle K} konjugiert bezeichnet: Sie sind dadurch gekennzeichnet, dass sie dasselbe Minimalpolynom über {\displaystyle K} besitzen. Dessen Nullstellenmenge ist also eine Bahn unter der Operation der Galois-Gruppe und stellt eine Konjugationsklasse über {\displaystyle K} bzw. unter der Operation der Galois-Gruppe dar. Gerade weil es eine Galois-Erweiterung ist, liegen nämlich alle seine Nullstellen in {\displaystyle L} (Eigenschaft der Normalität).
Ist umgekehrt {\displaystyle Y=\{y_{1},\dots y_{n}\}} eine endliche, unter {\displaystyle G} stabile Teilmenge von Körperelementen aus {\displaystyle L}, die also unter der Operation {\displaystyle G} permutiert werden, so liegen die Koeffizienten {\displaystyle a_{i}} des Polynoms {\displaystyle f(x):=(X-y_{1})\cdots (X-y_{n})=:X^{n}+a_{1}X^{n-1}+\dots a_{n-1}X+a_{n}} notwendig in {\displaystyle K}, und es ist genau dann über {\displaystyle K} irreduzibel, wenn sämtliche {\displaystyle y_{i}} untereinander konjugiert sind, das heißt, wenn {\displaystyle G} transitiv auf {\displaystyle Y} operiert. Andernfalls besteht {\displaystyle Y} aus mehr als nur einer Bahn (Konjugationsklasse), zerfällt also in eine Partition {\displaystyle Y=\biguplus _{j=1}^{N}Y_{j}} disjunkter Bahnen {\displaystyle Y_{j}\;(j=1,\dots ,N\geq 2)}  und das Polynom {\displaystyle p(X)} zerfällt in {\displaystyle N} irreduziblen Faktoren {\displaystyle p_{j}(X)=\prod _{y\in Y_{j}}(X-y)}.
All dies gilt insbesondere für ein – nach dem Satz vom primitiven Element (Niels Henrik Abel, 1829) existierendes – erzeugendes Element {\displaystyle y_{1}\in L} einer endlichen Galois-Erweiterung mit {\displaystyle L=K[y_{1}]}: Seine sämtlichen Konjugierten {\displaystyle y_{1},\dots ,y_{n}} (wobei {\displaystyle n=[L:K]}) sind genau die Nullstellen desselben Minimalpolynoms über {\displaystyle K}, welches den Grad {\displaystyle n} besitzt (und das in historischer Sprechweise eine Galois-Resolvente ist), und bilden die Bahn unter der Operation der Galois-Gruppe: {\displaystyle G\triangleright y_{i}=\{y_{1},\dots ,y_{n}\}}. Ein Automorphismus {\displaystyle \sigma \in G} ist daher bereits durch sein Bild {\displaystyle \sigma (y_{1})} festgelegt. Dies heißt wiederum, dass die Gruppe {\displaystyle G} auf {\displaystyle \{y_{1},\dots ,y_{n}\}} (also auf der Nullstellenmenge der Galois-Resolvente) scharf einfach transitiv operiert. Die Operation ist also frei, mithin erst recht treu.
Für einen Zwischenkörper {\displaystyle Z\;(L\supset Z\supset K)} definiert man (analog zu obiger Definition):
{\displaystyle G(L/Z):=\operatorname {Aut} (L/Z)=\{\sigma \in G\mid Z{\text{ ist Fixpunktmenge unter }}\sigma \}=\bigcap _{z\in Z}G_{z}}.
Für die Galoiserweiterung {\displaystyle L/K} und den Verband {\displaystyle {\mathfrak {Z}}(L/K)} ihrer Zwischenkörper einerseits sowie für die Galoisgruppe {\displaystyle G=:G(L/K)} und den Verband {\displaystyle {\mathfrak {U}}(G)} ihrer Untergruppen andererseits lässt sich unter Verwendung der oben genannten Begrifflichkeiten der Hauptsatz der Galoistheorie formulieren:
Die Abbildungen {\displaystyle Z\mapsto G(L/Z)} und {\displaystyle U\mapsto L^{U}} sind zueinander inverse Anti-Isomorphismen der beiden Verbände {\displaystyle {\mathfrak {Z}}(L/K)} und {\displaystyle {\mathfrak {U}}(G)}, das heißt, sie sind zueinander inverse Bijektionen, welche die jeweiligen Inklusionen umkehren:
{\displaystyle {\begin{matrix}{\mathfrak {U}}(G)&\longleftrightarrow &{\mathfrak {Z}}(L/K)\\U&\longmapsto &L^{U}\\G(L/Z)&\leftarrowtail &Z\end{matrix}}}
Dass hierbei konjugierte Untergruppen auf konjugierte Fixpunktmengen (konjugierte Zwischenkörper) abgebildet werden, folgt mühelos aus den obigen allgemeinen Überlegungen. Also korrespondieren die in {\displaystyle G} normalen (das heißt „unter der Konjugation invarianten“) Untergruppen (sprich: die Normalteiler) mit den über {\displaystyle K} normalen Zwischenkörpern.

### Moduln und Vektorräume
Ein {\displaystyle G}-(Links-)Modul ist eine abelsche Gruppe {\displaystyle (M,+),} auf der eine Gruppe {\displaystyle (G,*)} (von links) operiert, derart dass zusätzlich die (Links-)Operation {\displaystyle \triangleright \colon G\times M\to M} linksverträglich mit {\displaystyle +} ist, d. h., es gelten
{\displaystyle g\triangleright (x+y)=(g\triangleright x)+(g\triangleright y)\quad } für alle {\displaystyle g\in G} und alle {\displaystyle x,y\in M}
Die Transformationen {\displaystyle \vartheta _{g\,\triangleright }} mit {\displaystyle g\in G} bilden dann in der Gruppe {\displaystyle (\operatorname {Aut} (M),\circ )} der Automorphismen auf {\displaystyle (M,+)} eine Untergruppe, und diese ist gerade das Bild des Gruppenhomomorphismus {\displaystyle \Theta _{\triangleright }\colon G\to \operatorname {Aut} (M);\;g\mapsto [\vartheta _{g\,\triangleright }:x\mapsto g\triangleright x]}.
Die Eigenschaft der „Verträglichkeit“ einer Gruppenoperation von links fließt beim Nachweis ein, dass es sich um einen Gruppenhomomorphismus handelt.
Im Falle einer Operation von rechts (also einem {\displaystyle G}-Rechts-Modul) wäre {\displaystyle \Theta _{\triangleright }} ein „Gruppenantihomomorphismus“ oder aber – was auf dasselbe hinausläuft – erst dann ein Gruppenhomomorphismus, wenn anstelle der Gruppe {\displaystyle G} ihre Gegengruppe als Definitionsbereich gewählt wird.
Ist insbesondere {\displaystyle \odot } die skalare Multiplikation eines Vektorraums {\displaystyle (V,\oplus ,\odot )} über dem Körper {\displaystyle (K,+,\cdot ),} dann operiert die multiplikative Gruppe {\displaystyle (K\setminus \{0\},\cdot )} auf {\displaystyle V}.
Dies gilt auch für einen Schiefkörper. Doch dabei ist auf die Seitigkeit zu achten: Bei Operation von links erhält man einen Links-Vektorraum, bei Operation von rechts einen Rechts-Vektorraum. Die wichtige Rolle der Seitigkeit wird auch beim Übergang zum Dualraum eines Vektorraums deutlich, denn dabei wechselt die Seitigkeit: Der Dualraum eines Links-Vektorraumes ist ein Rechts-Vektorraum und umgekehrt. Erst der Bidualraum hat die ursprüngliche Seitigkeit – und ist im endlichdimensionalen Falle kanonisch isomorph mit dem Ausgangsvektorraum („Dualitätssatz für Vektorrräume“).

### Kategorien
Ist allgemeiner {\displaystyle X} ein Objekt einer beliebigen Kategorie, so kann eine strukturverträgliche Operation einer (abstrakten) Gruppe {\displaystyle G} auf {\displaystyle X} definiert werden als ein Gruppenhomomorphismus
{\displaystyle G\to \operatorname {Aut} X,}
dabei ist {\displaystyle \operatorname {Aut} X} die Gruppe der Automorphismen von {\displaystyle X} im kategorientheoretischen Sinne. Die oben genannten Operationen von Gruppen auf Mengen oder abelschen Gruppen sind Spezialfälle.